# James Crawford (Jurist)
James Richard Crawford AC, SC, FBA, LLD (* 14. November 1948 in Adelaide; † 31. Mai 2021 in Den Haag) war ein australischer Jurist und als Hochschullehrer, Anwalt und Richter insbesondere im Bereich des Völkerrechts tätig. Er war Inhaber des Whewell-Lehrstuhls für internationales Recht an der Universität Cambridge und Fellow am Jesus College der Universität, sowie Direktor des Lauterpacht Centre for International Law. Seit Februar 2015 fungierte er als Richter am Internationalen Gerichtshof.

## Ausbildung
James Crawford studierte an der University of Adelaide, an der er einen B.A.-Abschluss mit den Hauptfächern Politische Wissenschaften und Englische Geschichte (1974) sowie einen Bachelor of Laws (LL.B.) (1971) erwarb. Während seines Studiums in Adelaide kam er das erste Mal in Kontakt mit dem Völkerrecht durch die Vorlesung bei D. P. O’Connell, der später auf den Chichele-Lehrstuhl für Völkerrecht an der University of Oxford berufen wurde. Crawford folgte ihm nach Oxford und promovierte dort unter der Betreuung von Ian Brownlie (1977).

## Wissenschaftliche Karriere
Im Anschluss an seine Promotion kehrte er nach Australien zurück und unterrichtete Verfassungsrecht und Völkerrecht an der University of Adelaide, an der er 1983 zum Professor ernannt wurde. 1982 folgte er einem Ruf der australischen Regierung und akzeptierte eine Position innerhalb der Australian Law Reform Commission, welche er bis 1984 innehatte. Er schrieb eine Reihe von Berichten für die australische Regierung, unter anderem über die Anerkennung des Gewohnheitsrechts der Aborigines, die Immunität von Staaten und über die Reform des Seerechts. 1986 akzeptierte er einen Ruf an die Universität Sydney und übernahm dort die Challis-Professur für Völkerrecht; von 1990 bis 1992 war er auch Dekan der rechtswissenschaftlichen Fakultät.
1992 kehrte er nach England zurück und wurde Whewell-Professor für internationales Recht, während sein Doktorvater Ian Brownlie Chichele-Professor für Völkerrecht in Oxford war. Von 1992 bis 2001 gehörte er außerdem der Völkerrechtskommission der Vereinten Nationen an, für die er von 1997 bis 2001 als Sonderberichterstatter zum Thema Völkerrechtliche Verantwortlichkeit fungierte. Darüber hinaus war er wesentlich an der Ausarbeitung des Rom-Statuts des Internationalen Strafgerichtshofs beteiligt. Seit 1993 war er außerdem Richter am Verwaltungsgericht der Organisation für wirtschaftliche Zusammenarbeit und Entwicklung (OECD). Schwerpunkte seines Wirkens waren das Verfassungsrecht, das Seerecht, die zwischenstaatliche Schiedsgerichtsbarkeit sowie verschiedene Aspekte der Menschenrechte. Seit 2013 gehörte er dem Kuratorium der Haager Akademie für Völkerrecht an, an der er im gleichen Jahr innerhalb des Sommerprogramms den Allgemeinen Kurs im Völkerrecht unterrichtete.
1997 übernahm er die Direktorposition des Lauterpacht Centre for International Law der University of Cambridge, die er bis 2003 und dann erneut von 2006 bis 2010 ausübte. Im November 2014 wurde er zum Richter am Internationalen Gerichtshof gewählt; seine turnusgemäß neunjährige Amtszeit begann im Februar 2015 und endete vorzeitig mit seinem Tod im Mai 2021.

## Auszeichnungen
James Crawford wurde 1985 zum assoziierten und 1991 zum ordentlichen Mitglied des Institut de Droit international ernannt. Darüber hinaus wurde er 2003 zum Fellow der British Academy gewählt. Er erhielt außerdem im gleichen Jahr von der Universität Cambridge den Titel des Doktors der Rechtswissenschaften (LL.D.) und hält auch Ehrendoktortitel der Université Paris 1 Panthéon-Sorbonne sowie der Katholischen Péter-Pázmány-Universität in Budapest. Von der juristischen Fakultät der Columbia University erhielt er 2009 den Wolfgang Friedmann Memorial Award. Ein Jahr später wurde ihm der Nessim Habif World Prize der Universität Genf und 2012 mit der Manley-O.-Hudson-Medaille die höchste Auszeichnung der Amerikanischen Gesellschaft für internationales Recht verliehen.

## Bücher und andere Publikationen
- James Crawford (Hrsg.), Brownlie’s Principles of Public International Law (OUP 2012).
- James Crawford & Martti Koskenniemi (Hrsg.), The Cambridge Companion to International Law (CUP 2012).
- James Crawford, Alain Pellet & Simon Olleson (Hrsg.), The Law of International Responsibility (OUP 2010).
- James Crawford, The Creation of States in International Law (2nd edition, OUP 2006).
- James Crawford, R Doak Bishop & W Michael Reisman, Foreign Investment Disputes. Cases, Materials and Commentary (Kluwer 2005).
- James Crawford & Brian Opeskin, Australian Courts of Law (4th edition, OUP 2004).
- James Crawford, International Law as an Open System. Selected Essays (Cameron May 2002).
- James Crawford, The International Law Commission’s Articles on State Responsibility: Introduction, Text and Commentaries (CUP 2002).
- James Crawford & Philip Alston, The Future of UN Human Rights Treaty Monitoring (CUP 2000).
- James Crawford (Hrsg.), The Rights of Peoples (OUP 1988).
- James Crawford, The Creation of States in International Law (OUP 1979) (Adaption seiner Doktorarbeit).

Zusätzlich zu diesen Werken war Crawford seit 1994 Herausgeber des British Yearbook of International Law, and seit der Pensionierung von Ian Brownlie im Jahr 2000 Senior-Herausgeber. Er war außerdem Co-Editor des Cambridge Studies in International and Comparative Law und der ICSID Reports. Zwischen 2002 und 2005 war er Mitglied des Herausgeberbeirates der World Trade Review. Seit 2004 war er Mitglied des Herausgeberbeirates des American Journal of International Law. Er hat Artikel veröffentlicht in International and Comparative Law Quarterly, American Journal of International Law, British Yearbook of International Law und anderen wichtigen Zeitschriften zum Völkerrecht.